# Rapid Deployment Software
Rapid Deployment Software é uma empresa que foi criada por Robert Craig, com a finalidade de desenvolver o Euphoria e outros projetos. Atualmente, suporta apenas o Euphoria.